# Николај Тихонов
Николај Александрович Тихонов (рус. Николай Александрович Тихонов; Харков, 14. мај 1905 — Москва, 1. јун 1997) је био Председавајући савета министара СССР-а (или Премијер Совјетског Савеза) од 1980. до 1985.
Тихонов је учио за инжењера у Дњепропетровском металуршком институту дипломиравши 1930. Од 1930. до 1941. је радио у Лењиновој металуршкој фабрици у Дњепропетровску, и унапређен је у старијег инжењера.
Леонид Брежњев је био брзо напредујући партијски званичник у Дњепропетровску, и он и Тихонов су се спријатељили. Ступио је у Комунистичку партију Совјетског Савеза (КПСС) 1940, и постао директор фабрике у Украјини касних 1940-их. 1950-их је постао званичник у Министарству металургије, поставши заменик министра 1955. 1960. је Тихонов постао члан Државног научног и економског савета, а 1961. је постао члан-кандидат за Централни комитет КПСС. 
Брежњев је постао први секретар (или вођа) Комунистичке партије 1964. и унапредио Тихонова на позицију заменика председавајућег Савета министара СССР-а, функција коју је држао од 1965. до 1976. 1966, је Тихонов постао пуноправни члан централног комитета на 23. партијском конгресу. (2. октобар 1965 — 2. септембар 1976).
1976, Тихонов је постао један од двојице првих заменика председавајућег (или заменика премијера) у совјетској влади, а 1979. је постао пуноправни члан Политбироа. 1980, са 75 година, постао је председавајући Савета министара (или премијер) Совјетског Савеза. 
Тихонов је задржао своју функцију за време владавине Андропова и Черњенка али је смењен са места премијера септембра 1985, убрзо након што је Михаил Горбачов постао Генерални секретар КПСС (и практични вођа државе). Тихонов је уклоњен из Политбироа октобра 1985. али је остао у Централном комитету партије до 1989.